# Rudolf von Stillfried-Rattonitz
Rudolf Maria Bernhard von Stillfried-Rattonitz (Hirschberg, hoje Jelenia Góra, 14 de agosto de 1804 — Silbitz, perto de Nimptsch, hoje Niemcza, 9 de agosto de 1882) foi um historiador e heraldista alemão.

## Biografia
Rudolf Maria Bernhard nasceu em 1804 na cidade alemã de Hirschberg e veio a falecer em 1882 na cidade de Silbitz.

## Obra
- Altertümer und Kunstdenkmale des Hauses Hohenzollern, Berlim 1838-1867, 2 vol.
- Geschichte der Burggrafen von Nürnberg, Görlitz 1843
- Monumenta Zollerana, Berlim 1843-1862, 7 vol.
- Der Schwanenorden, Halle 1845
- Beiträge zur Geschichte des schlesischen Adels, Berlim 1860-1864, 2 cadernos
- Stammtafel des Gesamthauses Hohenzollern, Berlim 1869, neue Ausg. 1879, 6 folhas
- Hohenzollern. Beschreibung u. Geschichte der Burg, Nuremberga 1871
- Friedrich Wilhelm III. und seine Söhne, Berlim 1874
- Die Attribute des neuen Deutschen Reichs, 3. ed., Berlim 1882
- Die Titel und Wappen des preußischen Königshauses, Berlim 1875
- reedição do livro de heráldica de 1483 (Conrad Grünenberg) em 1875[1]
- Kloster Heilsbronn, Berlim 1877
- junto com Bernhard Kugler: Die Hohenzollern und das deutsche Vaterland, 3. ed, Munique 1884, 2 vol.
- junto com Siegfried Hänle: Das Buch vom Schwanenorden, Munique 1881

### Título nobiliárquico
Rudolf Maria Bernhard foi agraciado em 25 de Maio de 1858 pelo rei D. Pedro V de Portugal com o título em vida de Conde de Alcântara (Antigo). Após o falecimento de Rudolf Bernhardo o título não foi renovado.
Em 1879 recebeu a Ordem da Águia Negra.